# Mount Quilmes
Mount Quilmes (in Argentinien Monte Quilmes, in Chile Monte Pereira) ist ein 715 m hoher und hauptsächlich schneebedeckter Berg auf der westantarktischen Joinville-Insel. Er ragt nordöstlich der Haddon Bay auf.
Teilnehmer einer von 1953 bis 1954 durchgeführten argentinischen Antarktisexpedition benannten ihn nach einer Seeschlacht des argentinischen Unabhängigkeitskrieges. Das UK Antarctic Place-Names Committee übertrug diese Benennung 1964 ins Englische. Namensgeber der in Chile gültigen Benennung ist der chilenische Politiker Julio Pereira Larraín (1907–1978), Verteidigungsminister Chiles von 1961 bis 1963, der an der 16. Chilenische Antarktisexpedition (1961–1962) teilgenommen hatte.